# Caroline Schelling
Pour les articles homonymes, voir Schelling.
Caroline Schelling, née Caroline Michaelis le 2 septembre 1763 à Göttingen et morte le 7 septembre 1809 à Maulbronn, est une femme de lettres et salonnière allemande.

## Biographie
Née en 1763, elle est la fille de l’orientaliste Johann David Michaelis. Elle épouse en 1784 Johann Franz Wilhelm Böhmer (1753–1788),, homme de lettres, qui réunit des intellectuels au sein de sa demeure préfigurant le cercle de Iéna, et cousin de Georg Wilhelm Böhmer. Le couple a deux enfants : Auguste (Gustel) née le 28 avril 1785 et Therese (Röschen), née le 23 avril 1787. Son époux décède le 4 février 1788 d'une infection à la suite d'une plaie. Elle devient veuve à 24 ans.
Après la mort de son époux, elle retourne à Göttingen où elle se lie d’amitié avec le poète Gottfried August Bürger et le critique August Wilhelm Schlegel. En 1791, elle s’installe à Mayence où elle se joint aux jacobins allemands (dont fait partie Georg Forster). Ceux-ci tentent de créer une république de Mayence, qui soit détachée du Saint-Empire romain germanique et rattachée à la France. Ils parviennent à leur fin pendant quelques mois, de mi-mars 1793 à mi-juillet de la même année. Le 25 mars 1793, Georg Forster quitte Mayence pour Paris, porteur d'une demande officielle de rattachement à la France. Mais la coalition des armées austro-prussiennes met fin à cette république éphémère. Devenue une paria, Caroline Böhmer tente de fuir mais elle est arrêtée et emprisonnée. Elle est libérée début juillet grâce à une intervention de sa famille.
Au cours de cette période, elle tombe enceinte d'un officier français, le lieutenant Jean-Baptiste Dubois-Crancé, neveu du général François-Ignace Ervoil d'Oyré qui était stationné à Mayence au début de 1793, et qu'elle refuse d'épouser. Elle accouche d'un fils « enfant né de la passion d'une nuit », après sa libération, et le confie à une famille d’accueil, puis récupère l'enfant qui meurt à l'âge d'un an et demi.
Elle épouse August Wilhelm Schlegel à Iéna en 1796. Au centre de la vie intellectuelle de l’époque, elle débat avec des poètes et des philosophes tels que Novalis, Fichte, Hegel, Schiller et Schelling. Caroline et August Wilhelm divorcent en 1803 et elle épouse l’ami de Schlegel, Friedrich Wilhelm Joseph von Schelling. Elle meurt en 1809.
D'après l'Encyclopædia Universalis, la possibilité existe qu'elle ait écrit Les Veilles (Nachtwachen, 1804) sous le nom de plume Bonaventura.